# Ingen väg tillbaka (film, 1953)
Ingen väg tillbaka (tyska: Weg ohne Umkehr) är en tysk dramafilm från 1953 i regi av Victor Vicas.

## Rollista i urval
- Ivan Desny - Michael "Mischa" Zorin
- Ruth Niehaus - Anna Brückner
- René Deltgen - major Kazanow
- Karl John - Friedrich Schultz
- Lila Kedrova - Ljuba
- Serge Beloussow - Litvinski
- Leonid Pylajew - Wassilij
- Alf Marholm - direktör Berger
- John Haggerty - Steve McCullough
- Wolfgang Neuss - komiker